# 蔡謨
蔡謨（281年—356年），字道明，陳留考城人。晉朝官員，車騎從事中郎蔡克之子。蔡謨自己則南渡避亂，並在東晉仕官。官至左光祿大夫，領司徒。後因堅持不肯拜任司徒而被廢為庶人。

## 生平

### 避亂南渡
蔡謨成年後曾獲察孝廉和舉秀才，並先後獲州府及東海王司馬越辟命，但蔡謨都不應命。及後更南渡江南避亂。到後，則被時為東中郎將的晉明帝請為參軍。建興三年（315年），晉愍帝任命晉元帝為丞相，晉元帝於是以蔡謨為掾，後轉參軍。東晉建立後先後任中書侍郎、義興太守、大將軍從事中郎、司徒左長史，侍中等職。

### 蘇峻之亂
咸和三年（328年），歷陽內史蘇峻率叛軍攻陷建康，並派兵攻伐吳國內史庾冰。庾冰無力抵抗，被逼逃到會稽，蘇峻於是以蔡謨為吳國內史。但蔡謨上任後就與張闓、顧眾、顧颺等響應王舒、虞潭起義，並讓回吳國內史一職給庾冰。
蘇峻之亂於次年被平定，蔡謨復任侍中，後遷五兵尚書，領琅琊王師。不久再轉吏部，又以平定蘇峻之亂的功勳封濟陽男。

### 議禮論義
後來蔡謨遷太常，領祕書監。咸康四年（338年），成帝曾駕臨前殿，遣使拜授王導為太傅、郗鑒為太尉以及庾亮為司空。將要奏樂時，門下上奏稱不是祭祀讌饗就沒有奏樂的制度。問到太常時，蔡謨則認為臨軒遣使的儀式都應有奏樂之事，於是自此以後臨軒都會奏樂。
後彭城王司馬紘以樂賢堂有晉明帝手繪的佛像，該堂經歷過蘇峻之亂的大破壞仍然存在，建議作頌。但蔡謨進言說佛教是夷狄的風俗，不是傳統制度。而且該圖明帝只是閒來繪製的作品，從沒聽說過明帝好佛道。更稱蘇峻之亂時晉都陷落，該堂保存可説是神靈保護，但不是晉朝盛德的表示。於是認為由朝廷頌讚此事於義不合。
後蔡謨以皇后每年拜謁皇陵耗費太大，上言建議皇后不用去拜謁皇陵。蔡謨任內對禮儀和宗廟制度都有很多的議定。

### 反對北伐
咸康五年（339年），庾亮提出北伐，要移鎮石城作準備。蔡謨則進言反對，認為庾亮不是石虎的對手，如此更不應放棄擅長水戰而與擅長陸戰的石氏爭戰，恐怕沒有取勝之機；建議還是堅守長江。因朝內意見多與蔡謨相同，故庾亮不獲詔命移鎮。同年，太尉郗鑒患病，上表求退，並推薦蔡謨接掌當時為郗鑒所領的徐州刺史一職。朝廷當時就派他任太尉軍司，加侍中。不久郗鑒逝世，蔡謨亦立刻拜任征北將軍、都督徐兗青三州、揚州之晉陵、豫州之沛郡諸軍事、假節領徐州刺史。及後左衞將軍陳光上請攻伐壽陽，蔡謨又以壽陽城固而且敵人騎兵救援迅速等為由上疏勸止，終不成事。
當時，石虎在青州造船數百艘，並以此擄掠沿海各縣，而且所到皆見殺戮，令朝廷憂慮。蔡謨於是命龍驤將軍徐玄守中州，並懸賞獎勵奪取敵船者。蔡謨又領兵分處沿岸各地，並設烽火三十多處，以作防備。及後又向朝廷追請原本答允郗鑒所上表有功勳的部下的獎賞，認為他們都有多年功勳，歷經百戰，而且朝廷亦已答允，不能因為郗鑒死去就不給。

### 入朝輔政
建元元年（344年）晉穆帝即位，蔡謨被徵召為左光祿大夫、開府儀同三司。永和二年（346年）領司徒，錄尚書六條事，與會稽王司馬昱共同輔政。次年揚州刺史殷浩因父喪離職，蔡謨加任揚州刺史。

### 拒受司徒
永和四年（348年），蔡謨獲遷任侍中、司徒。但蔡謨堅持辭讓，即使臨朝的皇太后褚蒜子下詔不許，蔡謨仍辭讓，更向人說：「我若為司徒，將為後代所哂，義不敢拜也。」詔命連續下達整整一年，蔡謨仍不受。永和六年（350年），蔡謨更上表求退，要送呈左光祿大夫及領司徒的印綬。後穆帝臨軒徵召蔡謨，蔡謨竟派主簿謝攸回報，不肯奉詔。穆帝即使由朝到晚派了使者往返十多回，而蔡謨都不至，更令年僅八歲的穆帝等得不耐煩。皇太后唯有罷朝不等。司馬昱於是下令尚書曹，指蔡謨無人臣之禮。公卿亦因而上拜彈劾蔡謨，要將他送交廷尉。蔡謨畏懼，於是率子弟到廷尉請罪，最終皇太后下詔將蔡謨廢為庶人。
蔡謨被廢後，終日在家裏講誦，教授子弟而不出門。數年後皇太后下詔任命蔡謨為光祿大夫、開府儀同三司。蔡謨上表陳謝，但卻以患病為由不再入朝。朝廷亦沒有逼令，更賜几杖及讓蔡謨門前施放行馬。永和十二年（356年），蔡謨逝世，享年七十六歲，朝廷追贈侍中、司空，諡號為文穆。

## 性格特徵
- 蔡謨博學，不但擔任太常時對禮儀制度多作議定，而且更將論議收編成書集。《隋書》中載有《喪服譜》、《蔡謨集》十七卷。更總收自應劭以來為班固《漢書》作注的作品，為之作集解。
- 蔡謨性格方正，一次王導安排女伎表演，安排好床席。在座的蔡謨見此感到不快，因而離去。
- 蔡謨厚重謹慎，每當行事都會作出嚴密防範。當時的人更說：「蔡公過浮航，脫帶腰舟。」

## 逸事
- 蔡謨渡江後，看見蟛蜞，十分高興的說：「蟹有八足，加以二螯。」並命人煮了來吃。但吃後既嘔吐又肚瀉，才知那不是蟹。蔡謨後告訴謝尚，謝尚則說：「你沒有熟讀《爾雅》，差點就因《勸學篇》而死了。」
- 王濛和劉惔不敬重蔡謨。一次二人去拜訪蔡謨，談了很久後問：「你自己認為自己比起王衍怎樣？」蔡謨答：「不如王衍。」二人於是對望而笑著說：「你哪裏不如他呀？」蔡謨答：「王衍沒有好像你們那樣的客人。」[1]
- 蔡謨與荀闓和諸葛恢的表字皆為道明，而且三人都有名譽，於是並稱「中興三明」當時更有「京都三明各有名，蔡氏儒雅荀葛清」的說法。[2]
- 王導正妻曹淑性格嫉妒，不許王導有婢妾，更連隨從都會受檢查。王導不能忍受，於是在別處收藏婢妾，更生了孩子。曹氏知道後，率領婢僕二十多人持刀去找王導收藏的婢妾。王導聽聞後亦急忙乘牛車出門，要比曹氏更早到達。期間慌張的王導嫌牛跑得太慢，於是左手扶著門欄，右手拿著麈尾，並用麈尾的柄驅策牛隻，狼狽之下才僅僅比曹氏先至。蔡謨知道後取笑他，更特意拜訪王導，說：「朝廷打算給你加授九錫，你知嗎？」王導不知蔡謨心思，以為是真的，於是表示謙讓。蔡謨接著說：「我聽不了別的，只知有短轅犢車和長柄麈尾。」以此取笑王導驅策牛車的狼狽相。王導聽後非常慚愧。

## 子女
- 蔡邵，長子，永嘉郡太守。
- 蔡系，次子，官至撫軍長史[3]。為蔡廓的祖父。

## 延伸阅读
[在维基数据编辑]
 《晉書·卷077》，出自房玄齡《晉書》